# Курілкіна Наталія Василівна
Наталія Василівна Курілкіна (нар. 8 липня 1975) — українська футболістка.

## Життєпис
Футбольну кар'єру розпочала у ФК «Донецьк». У чемпіонаті України дебютувала 1994 року. У команді провела два роки, в чемпіонаті України зіграла 28 матчів та відзначилася 7-а голами. Разом з донецьким колективом двічі вигравала чемпіонат України та одного разу кубок країни.
У 1996 році перейшла до «Аліни». У столичному клубі провела два сезони, за цей час у Вищій лізі зіграла 21 матч. Разом з киянками вигравала чемпіонат країни та двічі ставала володаркою кубку України. По завершенні сезону 1997 року, незважаючи на «золотий дубль», через фінансові проблеми київський клуб припинив існування. Всі гравці та персонал клубу отримали статус вільних агентів.
У 2002 році підписала контракт з «Житлобудом-1». У футболці харківського клубу у Вищій лізі зіграла 2 матчі та відзначилася 1 голом. У фінальній частині чемпіонату 2002 за харківський клуб не виступала

## Досягнення
«Донеччанка»
- Вища ліга чемпіонату України
  -  Чемпіон (2): 1994, 1995

- Кубок України
  -  Володар (1): 1994
  -  Фіналіст (1): 1995

«Аліна»
- Вища ліга чемпіонату України
  -  Чемпіон (1): 1997
  -  Срібний призер (1): 1996

- Кубок України
  -  Володар (1): 1997
  -  Фіналіст (1): 1996

«Житлобуд-1»
- Вища ліга чемпіонату України
  -  Срібний призер (1): 2002

- Кубок України
  -  Фіналіст (2): 2002